# Протести проти інтеграції Білорусі з Росією
Протести проти інтеграції Білорусі з Росією відбувалися в Мінську в грудні 2019 року під час зустрічей президентів обох країн у Сочі (7-8 грудня) та Санкт-Петербурзі (20-21 грудня). Очікувалося, що після цих зустрічей Олександр Лукашенко та Володимир Путін підпишуть програму "поглиблення інтеграції" між Білоруссю і Росією на основі союзного договору 1999 року. Серед іншого йшлося про впровадження єдиної валюти та створення наднаціональних органів управління. Сторони не дійшли згоди у формуванні програми, оскільки білоруська сторона вважала, що пропозиції Росії обмежують суверенітет Білорусі. 
7, 8, 20, 21 та 29 грудня на Жовтневій площі в центрі Мінська збиралися противники поглиблення інтеграції, їх було до півтори тисячі осіб. 21 грудня протестувальники пройшли від Жовтневої до площі Незалежності і далі до парку Янки Купали. Після протесту частина людей утворила живий ланцюг між площами Жовтневою та Перемоги. Керував акцією Павло Северинець, якого в підсумку було затримано. Акцію висвітлював у прямому ефірі член Білоруського Народного Фронту Дмитро Козлов, якого в підсумку було заарештовано. На початку акції міліція просила протестувальників розійтися, бо акція "несанкціонована", але після цього не втручалася. Окрім Мінська схожі акції відбулися в Городні, Пінську, Ліді, а також за межами Білорусі в Польщі, Україні, Литві, Чехії, Угорщині, Бельгії, Ізраїлі, США та Канаді.
В травні 2020 року влада Білорусі заарештувала Сергія Тихановського, що планував брати участь у президентських виборах, за участь у протестах 2019 року.